# Unk
Anthony Platt (Atlanta, 28 de novembro de 1981 – 24 de janeiro de 2025), mais conhecido como Unk, foi um DJ e rapper estadunidense.[carece de fontes?]

## Biografia
Começou a gravar em 1998. Depois de reunir-se com DJ Jelly e DJ Montay, formou seu próprio grupo de DJs, chamado Southern Style DJs. Atuaram em festas de instituto, em concertos e em outros eventos na Geórgia. Em 2000, Unk assinou com sua gravadora, Big Oomp Records. Unk saltou à fama em 2006 com os sucessos "Walk It Out" e "2 Step" de seu primeiro álbum Beat'n Down Yo Block!. Em 2008 lançou ao mercado se segundo álbum de estudo 2econd Season, mas não teve a mesma repercussão que seu antecessor. Tem planejado lançar ao mercado um terceiro álbum de estúdio.

## Morte
Em 24 de janeiro de 2025, a esposa de Platt confirmou pelas redes sociais que ele havia morrido aos 43 anos. A causa da morte não foi revelada.

## Discografia

### Álbuns de estúdio
| Ano  | Título                                                                                       | Posições na lista | Posições na lista | Posições na lista | Posições na lista | Posições na lista |          |
| Ano  | Título                                                                                       | U.S. 200          | U.S. R&B          | U.S. Rap          | U.S. Heat         | U.S. Ind.         |          |
| ---- | -------------------------------------------------------------------------------------------- | ----------------- | ----------------- | ----------------- | ----------------- | ----------------- | -------- |
| 2006 | Beat'n Down Yo Block - Data de lançamento: 3 de outubro de 2006 - Gravadora: Big Oomp / KOCH | 109               | 21                | 8                 | 1                 | 5                 |          |
| 2008 | 2econd Season - Data de lançamento: 4 de novembro de 2008 - Gravadora: KOCH / Oomp Camp      | 104               | 15                | 6                 | 1                 | 9                 |          |
| TBA  | Third Times The Charm: Go Hard or Go Home - Data de lançamento: Desconhecida - Gravadora:    | Em breve          | Em breve          | Em breve          | Em breve          | Em breve          | Em breve |

### Mixtapes
- 2009: Itsago The Mixtape Vol.1
- 2009: Smoke On
- 2009: ATL Off Da Chain

### Singles
| Ano  | Single                             | U.S. 100 | U.S. R&B | U.S. Rap | U.S. Pop | Álbum                                     |
| ---- | ---------------------------------- | -------- | -------- | -------- | -------- | ----------------------------------------- |
| 2006 | "Walk It Out"                      | 10       | 2        | 2        | 22       | Beat'n Down Yo Block!                     |
| 2006 | "2 Step"                           | 24       | 9        | 4        | 32       | Beat'n Down Yo Block!                     |
| 2006 | "Hit the Dance Floor" (com Baby D) | —        | 84       | —        | —        | Beat'n Down Yo Block!                     |
| 2008 | "Show Out"                         | —        | 46       | 17       | —        | 2econd Season                             |
| 2012 | "Trap It Out"                      | —        | —        | —        | —        | Third Times The Charm: Go Hard or Go Home |
| 2013 | "Get Em Up"                        | —        | —        | —        | —        | Third Times The Charm: Go Hard or Go Home |
| 2013 | "Have a Toast" (com Louis Rocc)    | —        | —        | —        | —        | Third Times The Charm: Go Hard or Go Home |
| 2014 | "Wait"                             | —        | —        | —        | —        | Third Times The Charm: Go Hard or Go Home |

#### Como colaborador
| "Video" (Johntá Austin com Unk)                  | 2007 | —  | Gangsta Shit |
| "Rock On (Do the Rockman)" (Montana com Unk)     | 2007 | 64 | Gangsta Shit |
| "I'd Rather" (Three 6 Mafia com Unk)             | 2008 | 98 | Last 2 Walk  |
| "—" denota que não alcançou as listas de vendas. |      |    |              |